# Paracerceis spinulosa
Paracerceis spinulosa is een pissebed uit de familie Sphaeromatidae. De wetenschappelijke naam van de soort is voor het eerst geldig gepubliceerd in 2002 door Espinosa-Perez & Hendrickx.